# Université de technologie de Kōchi
L'université de technologie de Kōchi (高知工科大学, Kochi Kōka Daigaku) est une université publique du Japon située dans la ville de Kami.